# ارین براکویچ
ارین براکویچ (به انگلیسی: Erin Brockovich) فیلمی در ژانر بیوگرافی، درام و عاشقانه به کارگردانی استیون سودربرگ محصول سال ۲۰۰۰ است. از بازیگران این فیلم می‌توان جولیا رابرتس را نام برد.

## داستان
زن جوانی به اسم «ارین براکویچ» (جولیا رابرتس) با داشتن سه فرزند و در حالی که از شوهرش طلاق گرفته و بیکار است، پس از گذراندن ماجراهایی موفق می‌شود به عنوان دستیار یک وکیل شروع به کار کند. گرچه هیچ‌کس او را در این شغل جدیدش جدی نمی‌گیرد، اما طولی نمی‌کشد که تقریباً به تنهایی یک شرکت قدرتمند که متهم به آلوده کردن منبع آب شهر، است را سرنگون می‌سازد.
نقد
به کمک شخصیت پردازی فیلمنامه، هوش سودربرگ و انعطاف جولیا رابرتس، فیلم نه قهرمانانه است و نه شعارپرداز، بلکه معطوف به آدمی است که راهی برای بقا در محیط پیدا می کند.

## جوایز
این فیلم برنده اسکار بهترین بازیگر نقش اول زن و کاندیدای ۴ اسکار دیگر (کاندیدای اسکار بهترین فیلمنامه غیر اقتباسی-کاندیدای اسکار بهترین کارگردانی-کاندیدای اسکار بهترین بازیگر نقش مکمل مرد-کاندیدای اسکار بهترین فیلم) در سال ۲۰۰۱ شد.